# Kyle Alexander (sciatore)
Kyle Alexander (North Vancouver, 17 marzo 1999) è uno sciatore alpino canadese.

## Biografia
Originario di North Vancouver, fratello di Cameron, a sua volta sciatore alpino, e attivo in gare FIS dal novembre del 2015, in Nor-Am Cup Alexander ha esordito il 7 dicembre 2016 a Lake Louise in discesa libera (44º), ha colto il primo podio l'11 dicembre 2019 nelle medesime località e specialità (3º) e la prima vittoria il 10 dicembre 2021 ancora a Lake Louise in supergigante. Ha debuttato in Coppa del Mondo il 27 novembre 2022 a Lake Louise in supergigante, senza completare la gara; non ha preso parte a rassegne olimpiche o iridate.

## Palmarès

### Coppa del Mondo
- Miglior piazzamento in classifica generale: 151º nel 2024

### Nor-Am Cup
- Miglior piazzamento in classifica generale: 4º nel 2022
- Vincitore della classifica di discesa libera nel 2024
- Vincitore della classifica di supergigante nel 2022 e nel 2024
- 17 podi:
  - 9 vittorie
  - 5 secondi posti
  - 3 terzi posti

#### Nor-Am Cup - vittorie
| Data             | Località           | Paese       | Specialità |
| ---------------- | ------------------ | ----------- | ---------- |
| 10 dicembre 2021 | Lake Louise        | Canada      | SG         |
| 10 febbraio 2022 | Whiteface Mountain | Stati Uniti | SG         |
| 10 febbraio 2022 | Whiteface Mountain | Stati Uniti | SG         |
| 10 febbraio 2022 | Whiteface Mountain | Stati Uniti | KB         |
| 6 dicembre 2023  | Copper Mountain    | Stati Uniti | DH         |
| 7 dicembre 2023  | Copper Mountain    | Stati Uniti | DH         |
| 23 febbraio 2024 | Whiteface Mountain | Stati Uniti | SG         |
| 5 febbraio 2025  | Kimberley          | Canada      | DH         |
| 7 febbraio 2025  | Kimberley          | Canada      | DH         |

Legenda:

DH = discesa libera

SG = supergigante

KB = combinata

### Campionati canadesi
- 4 medaglie:
  - 1 oro (supergigante nel 2023)
  - 1 argento (discesa libera nel 2020)
  - 2 bronzi (slalom speciale nel 2020; slalom gigante nel 2021)